# Krotal
Krotal, de son vrai nom Paul Edouard Etoundi Onambélé, né le 2 octobre 1975 est un rappeur, auteur- compositeur et producteur camerounais. Il est l'un des précurseurs du mouvement hip-hop au Cameroun et est depuis 2007 à la tête du label Ndabott Production qu'il a lui-même fondé. Krotal fait ses premiers pas dans le RAP en 1989 au cours du tout premier festival de rap organisé au Cameroun. Il se fait vraiment connaitre sur la scène nationale et internationale grâce au succès de la chanson Jamais[réf. nécessaire]. Krotal compte aujourd'hui 3 albums et  dont le tout dernier Cœur de lions, peaux de panthères est sorti en 2014. 

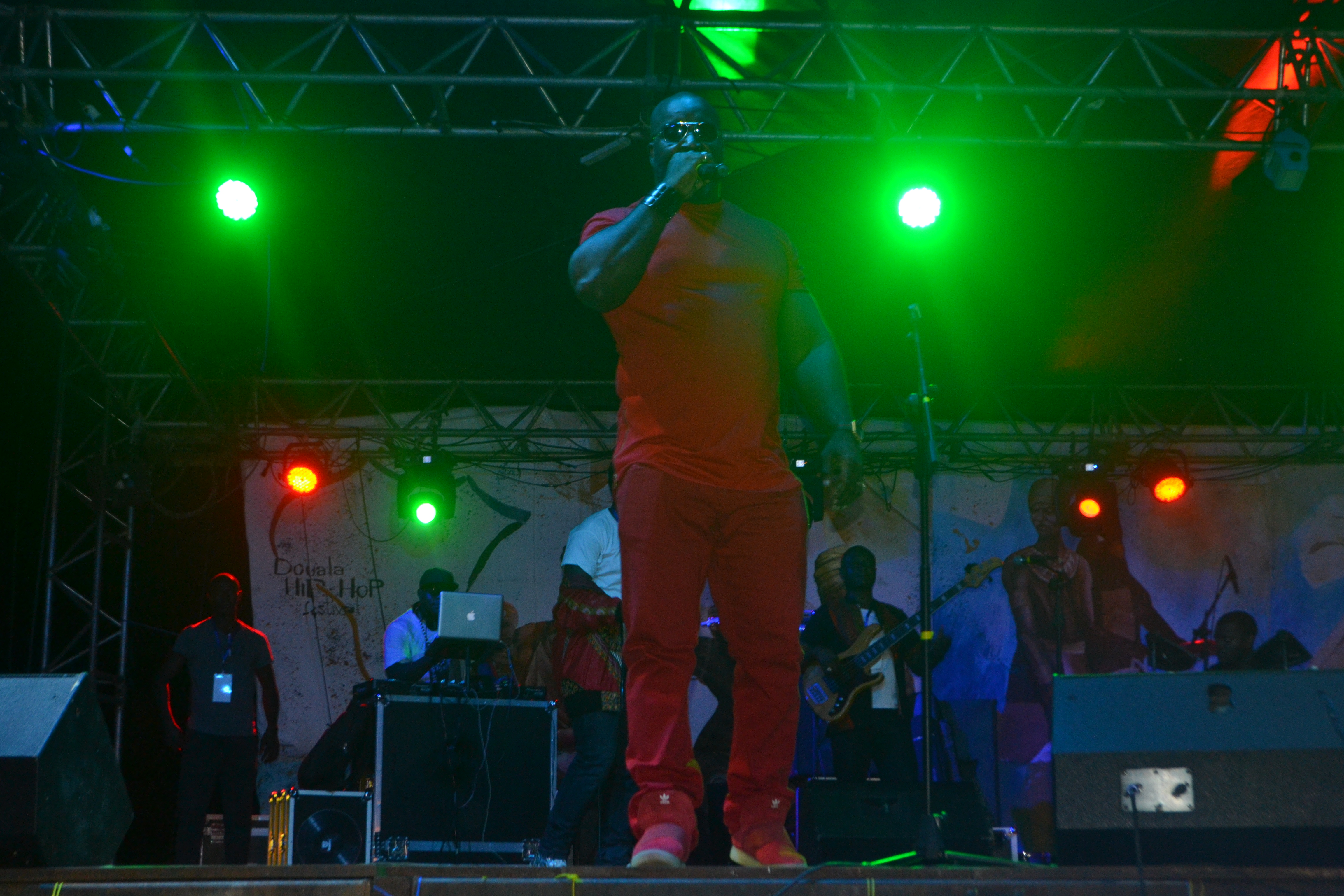
Krotal e sur scène au Douala Hip Hop Festival

## Biographie

### Débuts
Krotal est né à Yaoundé dans la région du centre Cameroun. Il est considéré comme l'un des pionniers et une des figures les plus importantes du RAP au Cameroun. Il est découvert lors du festival de rap première Cameroun en 1989  avec d'autres précurseurs du mouvements tels que Joe B, Lamine, Merlin, Kodjay. À cette époque, il porte le pseudo de Polo . 
Après la création de l'atelier de MAGIX en 1998, il y travaille comme ingénieur du son pendant quatre années et y enregistre son premier album  avec le soutien de l'Osmoz organisation qui travaille pour soutenir des projets innovateurs artistiques. Rebaptisé Krotal, il sort en 2003, son premier album Vert Rouge Jaune après  13 ans sur la scène hip-hop.  L'album est enregistré à Mapane Records de Louis Tsoungui, l'un des tout premiers studios de la ville de Yaoundé. Dans cet album, on retrouve le célèbre titre Jamais qui le fait connaître davantage en 2004. Il est considéré comme un artiste doué pour la musique et c'est un ingénieur du son qui a travaillé avec Fusion Anonyme et Magna. Entre mai et septembre 2004, il travaille pour la marque Coca Cola  sur la réalisation d'un projet télévisé dénommé DREAM Coca Cola, compétition de Hip Hop destinée à promouvoir des jeunes talents du Hip-hop camerounais. 
Il évolue avec les groupes Anonym  et travaille avec le collectif  Magma fusion grâce auquel il participe en 1997 aux Rencontres Musicales de Yaoundé (R.E.M.Y) et assure la première partie du groupe sénégalais Positive Black Soul en tournée  au Cameroun, et plus tard à Dakar  au Sénégal. Il participe également au Dakar Rap Festin’ aux côtés d'artistes tels que Fabe, Koma, Daddy Nuttea, Supernatural

### Carrière
En 2003, Krotal sort son premier album Vert Rouge Jaune, un album de 14 titres qui révèlent sa maturité et son talent musical. À travers sa musique, il parle de la situation dans son pays. L'album raconte l'histoire de sa vie avec beaucoup d'épisodes heureux et dramatique. Il collabore pour cet album avec des grands noms du milieu hip-hop camerounais tels que Ak Sang grave, Teek, Fulaw, et en particulier Funkiss qui chante, joue de la guitare et le djembé.
Il travaille avec Mapane Records en 1997 jusqu'en 2007, quand il  crée le label Ndabott Productions.

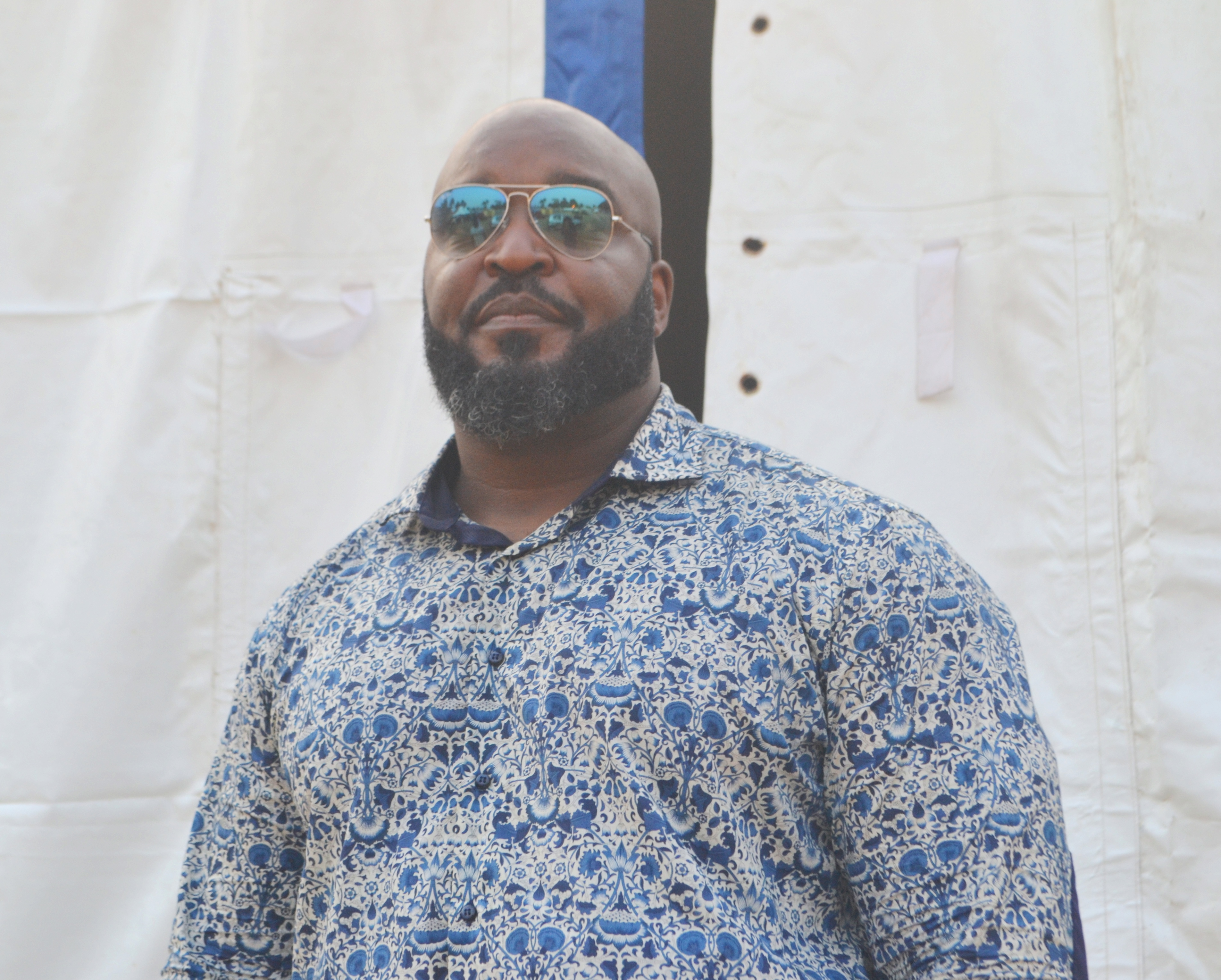
Krotal en 2017

En 2010, Krotal est parrain du projet Flots Urbains, un projet de coopération socio-culturelle entre la France et le Cameroun réalisé par l'association parisienne Labo Goutte d'Art  et la Compagnie camerounaise Ngoti. La même année, il célèbre ses 21 ans de carrière en compagnie de Didier Awadi du Sénégal, OAN et Pit Baccardi, Lexxus Legal de RDC et Boudor du Cameroun. Il participe également à la chanson officielle de la coupe du monde 2010 en Afrique du Sud Everywhere You Go produit par l'entreprise de télécommunications MTN, aux côtés de Didier Awadi du Sénégal, du 2Face Idibia du Nigéria, et la chanteuse américaine Kelly Rowland entre autres.
En 2010, il est finaliste du concours de la chanson RFI découvertes RFI
En janvier 2011, le rappeur annonce la sortie prochaine de son nouvel album. Puis, en février 2012, près de huit ans après la sortie de son premier album, Krotal revient sur la scène musicale avec un second album intitulé La B.O. de nos life dans lequel on retrouve les singles A nous la vie avec Danielle Eog Makedah  et Là-bas  avec Pit Baccardi, Œil de Faucon et Teety Tezano. Sorti le 11 février 2012 , l'album reçoit des critiques plutôt mitigées de la part de la presse.
En 2014, il revient avec le projet Cœur de lions, peaux de panthères, un EP et album en deux volumes. En 2017, il s'associe avec les artistes de son label Ndabott Productions sous le nom de Ndabott Family et enregistre l'album Ouvre les Yeux.

## Discographie

### Singles
- 2003 :  Jamais Feat Daryx & Funkis
- 2007 : Tara
- 2012 : Générations abandonnées feat Final D., Jovi & Reezbo
- 2017 : I di find My Gari feat Magasco

### Collaborations
- 2012 : Bien ou Bien Remix de Killamel avec Duc-Z, ANG, Jack Napier, et Sir Nostra.
- 2013: Achombo house de Jovi
- 2014 : Ne nous mélange pas de Xzafrane avec Killamel, Maalhox, Nostra, Ivee
- 2017: Ouvres les yeux avec le Collectif Ndabott Prod